# دختر هنگ
دختر هَنگ یک اپرای کمدی در دو پرده می‌باشد که توسط گائتانو دونیزتی ساخته شده‌است. اپرانامه ی این اثر به زبان فرانسوی می‌باشد که توسط ژول هنری ورنوی دو سنت ژرژ و ژان فرانسوا بایارد سروده شده‌است. این اپرا نخستین بار به تاریخ ۱۱ فوریه ۱۸۴۰ توسط کمپانی "اپرا - کمیک" پاریس در سالن تئاتر "سال دو لا بورس" به روی صحنه رفت.
دونیزتی بین سال‌های ۱۸۳۸ و ۱۸۴۰، هنگامی که در پاریس زندگی می‌کرد، این اپرا را نوشت که در واقع نسخه تغییر یافته ایی بود از اپرای اجرا نشده ی دیگری از او به نام "Poliuto / Les martyrs". اپرای " دختر هَنگ " به سرعت مورد توجه عموم گرفت و اجراهای آن با موفقیت چشمگیری روبرو شد. یکی از عمده دلایل شهرت و محبوبیت این اپرا، آریا (موسیقی) معروف "Ah! mes amis, quel jour de fête" است که باید توسط یک خواننده تنور (صدا) با قدرت صدای بسیار بالا (توانایی اجرای ۹ بار نت دوی بالای خط حامل - دو (نت موسیقی)) اجرا شود.

## نقش‌ها

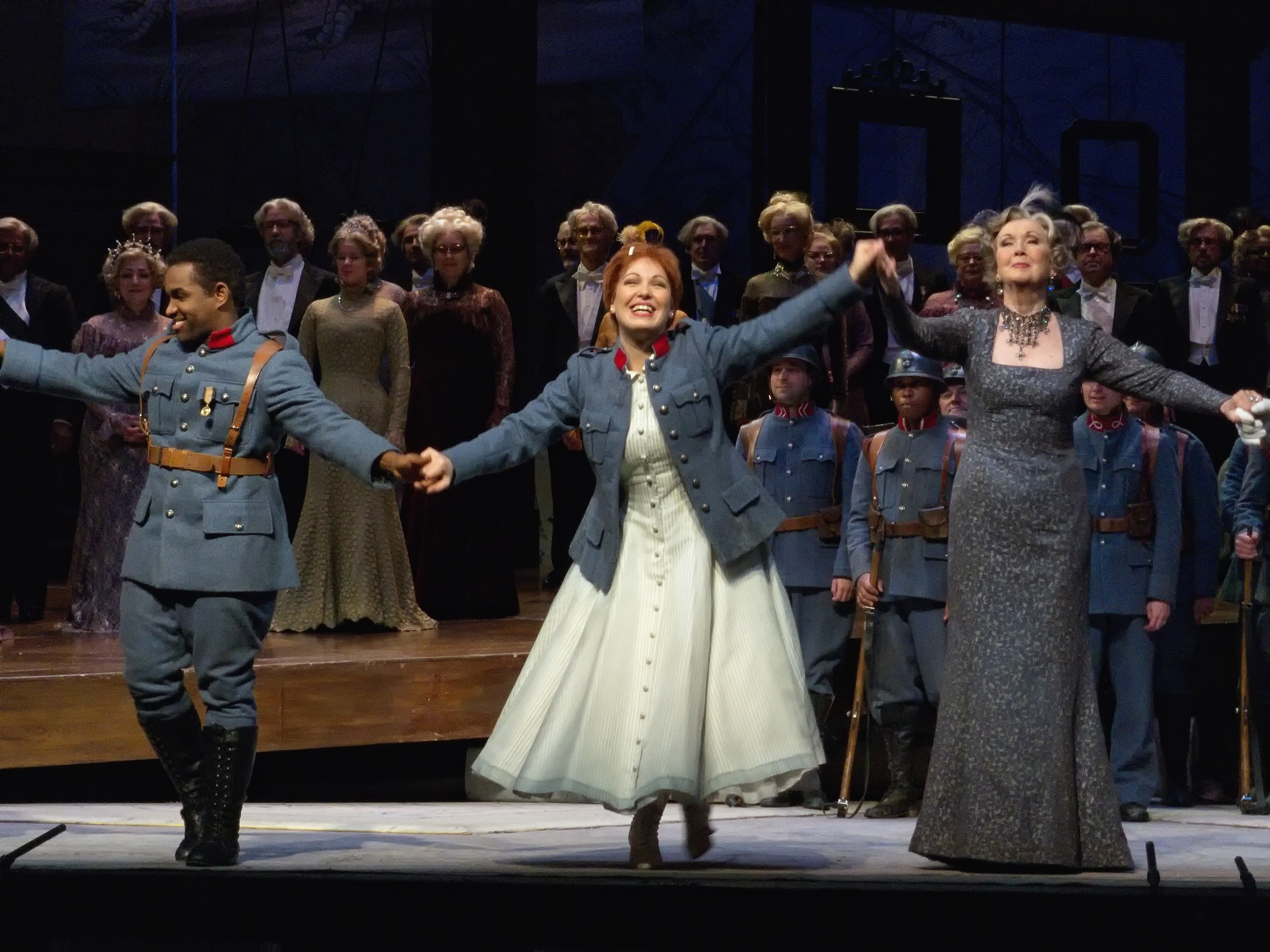
پرده آخر اپرای "دختر هنگ" - ۲۴ دسامبر ۲۰۱۱، تالار اپرای متروپولیتن نیویورک

| نقش                                                | نوع صدا          |
| -------------------------------------------------- | ---------------- |
| ماری, مسئول پذیرائی از سربازان                     | سوپرانو کلوراتور |
| تونیو, یک جوان اهل تیرول                           | تنور (صدا)       |
| گروهبان سولپیس                                     | باس              |
| مارکیز (همسر یا بیوه ی مارکی) از برکنفیلد          | کنترآلتو         |
| هورتن سیوس, یک خدمتکار                             | باس              |
| یک سرجوخه                                          | باس              |
| یک دهقان                                           | تنور (صدا)       |
| دوشس کراکنترپ                                      | نقش گفتاری       |
| یک دفتر دار                                        | نقش گفتاری       |
| سربازان فرانسوی، مردم ایالت تیرول، خدمه خانگی دوشس |                  |

## خلاصه

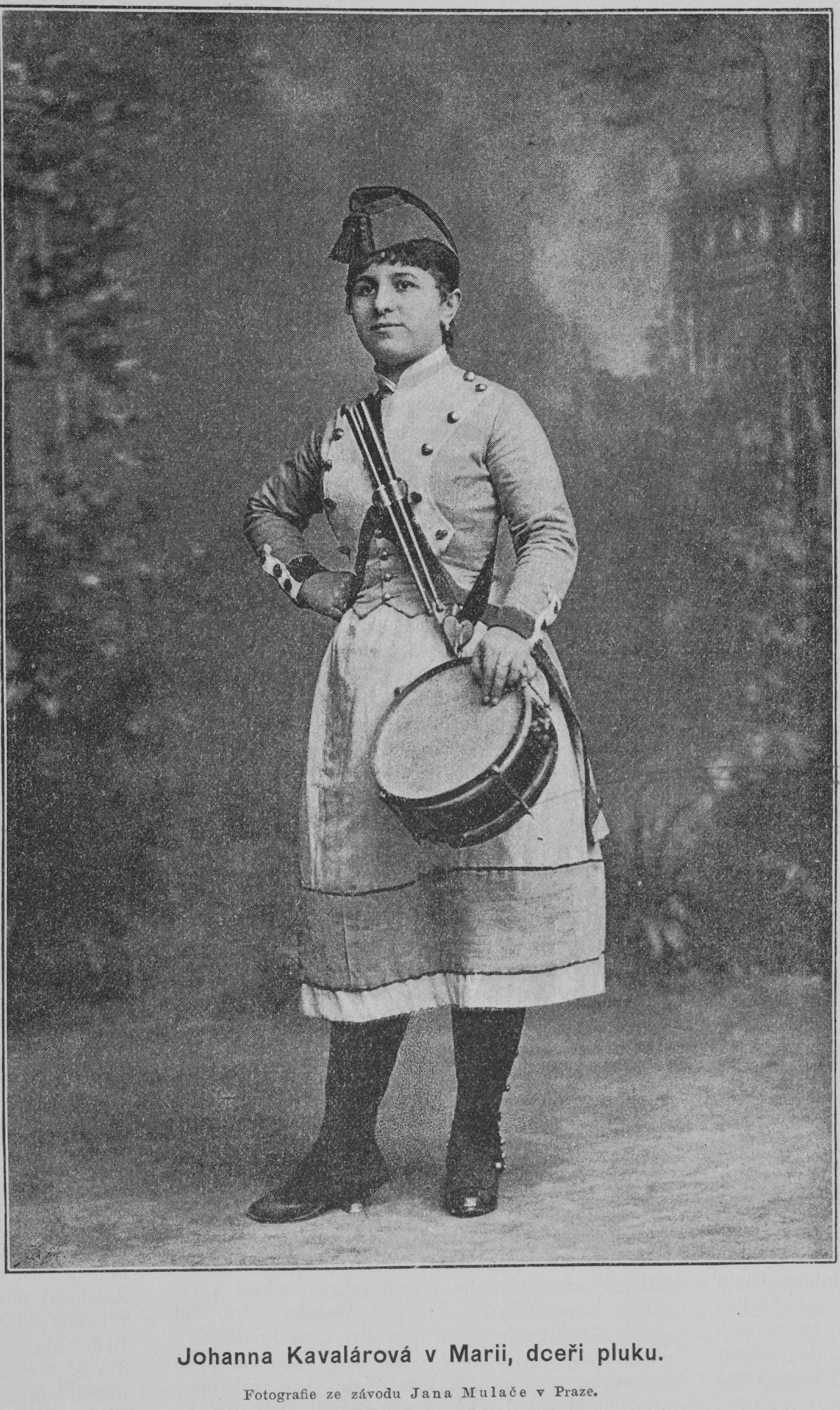
دختر هنگ

### پرده یک
مارکیز برکنفیلد و پیشخدمتش، هورتن سیوس، در حال رفتن به سمت اتریش هستند که در راه به محاصره ارتش فرانسه برخورد می‌کنند. هر دو وحشت زده از نبرد بین فرانسوی‌ها با تیرول ها، در جمع روستاییان آن محل منتظر آرام شدن اوضاع می‌شوند (Pour une femme de mon nom). مارکیز از گستاخی‌های فرانسوی‌ها خشمگین است اما سرانجام با عقب نشینی فرانسوی‌ها از اینکه بالاخره می‌تواند به راه خود ادامه دهند، خشنود می‌شود. قبل از اینکه مارکیز و پیشخدمتش راه بیفتند، گروهبان سولپیس از هنگ بیست و یکم ارتش فرانسه سر می‌رسد و به روستاییان مضطرب اطمینان می‌دهد که ارتش فرانسه در حال عقب نشینی به مناطق اطراف است.
ماری - دختری جوان که در کودکی رها شده و توسط گروهبان سولپیس به فرزندی پذیرفته شده‌است - نیز به آنجا می‌آید و سولپیس از دیدن او خوش حال می‌شود (Duet: Sulpice and Marie: Mais, qui vient? Tiens, Marie, notre fil). گروهبان سولپیس ماری را مورد بازخواست قرار می‌دهد و می‌گوید او را با مرد جوانی دیده است. ماری پاسخ می‌دهد که آن مرد، تونیو و اهل تیرول (ایالت) است. سربازان فرانسوی، مردی را که تونیو می‌نامند، مثل یک بازداشتی به آنجا می‌آورند و می‌گویند که او در حال پرسه زدن در اطراف اردوگاه بوده‌است. تونیو توضیح می‌دهد که فقط به خاطر ماری به آن جا آمده‌است. سربازان خواهان اعدام او هستند اما ماری وی را از دست آن‌ها رها می‌سازد و می‌گوید زندگی‌اش را مدیون این مرد است چرا که وقتی در حال افتادن از کوه بوده، نجاتش داده است. سربازان بلافاصله تغییر رفتار می‌دهند و شروع به ستایش تونیو می‌کنند. تونیو هم به ارتش فرانسه ابراز ارادت می‌کند و همگی شادی می‌کنند و به درخواست سربازان، ماری آواز هنگ را میخواند (Aria: Chacun le sait, chacun le dit).
گروهبان سولپیس تونیو و سربازان را دعوت به برگشتن به اردوگاه می‌کند. تونیو مخفیانه پیش ماری می‌آید و از او درخواست ازدواج می‌کند. ماری می‌گوید از وقتی که در کودکی رها شده، افراد زیادی در هنگ او را مورد حمایت قرار داده اند و تونیو باید از همهٔ آن‌ها کسب اجازه کند. تونیو عشقش را به ماری ابراز می‌دارد و دختر جوان نیز به او ابراز علاقه می‌کند (Aria/Duet: Depuis l'instant ou, dans mes bras). سولپیس به آن جا می‌آید و دو جوان، شگفت زده از دیدن او، به اردوگاه باز می‌گردند.
مارکیز و پیشخدمتش می‌آیند و به گروهبان سولپیس ادای احترام می‌کنند و از او می‌خواهند که در صورت امکان تعدادی سرباز در اختیارشان بگذارد تا در راه رفتن به قصر برکنفیلد همراهی‌شان کنند. با شنیدن نام برکنفیلد، سولپیس به یاد می‌آورد وقتی ماری نوزاد بوده و رها شده، نامه ایی با این عنوان در قنداقش گذاشته شده بوده‌است. او این مساله را مطرح می‌کند؛ برای رفع شک و شبهه ی سولپیس، مارکیز توضیح می‌دهد که ماری دختر خواهرش است و در همان بدو تولد به او سپرده شده است، اما شوربختانه، این نوزاد در گیر و دار جنگ گم می‌شود.
ماری از اردوگاه باز می‌گردد و از آنچه که گفته شده با خبر می‌شود و متوجه می‌شود که مارکیز خاله‌اش است. مارکیز می‌خواهد که ماری را با خود به قصر ببرد تا به او رفتارهای مودبانه، موقرانه و بانو وار  یاد بدهد؛ بنابراین، به گروهبان سولپیس امر می‌کند که ماری را به او باز گرداند. سولپیس موافقت می‌کند و دختر جوان آماده رفتن می‌شود. در همین هنگام تونیو می‌آید و با شوق و ذوق اعلام می‌کند که به جمع سربازان هنگ ۲۱ پیوسته (Aria: Ah! mes amis, quel jour de fête)، اما ماری به وی می‌گوید که طبق دستور خاله‌اش به قصر برکنفیلد می‌رود و این دو باید از هم خداحافظی کنند (aria: Il faut partir).

### پرده دو
ماه‌ها گذشته و مارکیز با تمام وجود برای تعلیم و تربیت ماری تلاش می‌کند تا شاید رفتارها و عادت‌هایی را که در اثر نشست و برخاست با سربازان یاد گرفته، کنار بگذارد. مارکیز همچنین خواهان ازدواج ماری با برادرزاده اش که نجیب زاده‌ای از کراکنتروپ است، می‌باشد در حالیکه ماری هیچ علاقه‌ای به این وصلت نشان نمی‌دهد. گروهبان سولپیس که زخمی شده، برای استراحت و همچنین کمک کردن به مارکیز در انجام امور مربوط به ماری به آنجا آمده‌است. مارکیز از سولپیس می‌خواهد که ماری را به ازدواج با دوک تشویق کند و گروهبان قبول می‌کند. ماری به آن جا می‌آید و مارکیز از او می‌خواهد که قطعه ایی را با پیانو بنوازد و تمرین آواز کند. گروهبان سولپیس هم به تماشا می‌نشیند اما درمی یابد که ماری هنوز علاقه زیادی به خواندن سرودهای رزمی دارد و لابلای قطعه اصلی، بخش‌هایی از آنچه قبلاً در هنگ اجرا کرده، گنجانده و می‌خواند. گروهبان هم  کم کم  با ماری هم آواز می‌شود و مارکیز با عصبانیت اتاق را ترک می‌کند.
کمی بعد، گروهبان هم می‌رود و ماری در اتاق تنها می‌ماند (Aria: Par le rang et par l'opulence). هنگامی که تقریباً تصمیم می‌گیرد خود را به دست سرنوشت بسپارد، صدای آشنای موسیقی رزمی به گوشش می‌رسد و شادمانی وجودش را فرا می‌گیرد (Cabaletta: Oh! transport! oh! douce ivresse). هنگ از راه می‌رسد و تونیو که به درجه افسری رسیده، همراه گروه است. ماری و سربازان از دیدار هم خوش حال می‌شوند و دختر جوان، تونیو و سولپیس از ملاقات و پیوستگی دوباره‌شان ابراز شادی می‌کنند. در همین بین تونیو به گونه‌ای عشقش به ماری و خواستگاریش را اعلام می‌دارد (Trio, Marie, Sulpice, Tonio: Tous les trois réunis). اما قبل از اینکه دختر جوان جوابی دهد، مارکیز وارد اتاق می‌شود و در حالی که از دیدن خیل سربازان وحشت زده شده، نامزدی ماری با دوک را اعلام میکند. تونیو دستش را به سوی ماری دراز می‌کند و می‌گوید آن قدر دوستش دارد که حاضر است جانش را به خاطر او از دست بدهد (Aria: Pour me rapprocher de Marie, je me enrôlai, pauvre soldat) اما مارکیز با غرور و تکبر مرد جوان را بیرون می‌اندازد و سپس به گروهبان سولپیس می‌گوید که می‌خواهد خصوصی با او صحبت کند. ماری از اتاق بیرون می‌رود. مارکیز اعتراف می‌کند که ماری دخترش است و حاصل رابطه ایی نامشروع در دوران جوانی اش می‌باشد و ادامه می‌دهد که سالیان است این راز را به خاطر حفظ آبرو مخفی نگه داشته‌است. سولپیس به مارکیز قول می‌دهد که با توجه به موقعیت موجود، ماری حتماً به ازدواج با دوک رضایت خواهد داد و آرزوی مادرش را بر آورده خواهد کرد و همینگونه نیز می‌شود.
دوشس با برادرزاده اش و سولپیس با ماری وارد می‌شود. سولپیس آنچه را که شنیده به ماری گفته و حالا ماری می‌داند که مارکیز مادر واقعی اوست. به محض ورود، ماری مادرش را در آغوش می‌گیرد و می‌گوید که به خاطر احترام به آرزو و خواسته مادر، تسلیم امر و اراده ی او می‌شود. دختر جوان احساس دو گانه‌ای دارد؛ از طرفی خوش حال به خاطر پیدا کردن و دیدن مادرش و از طرف دیگر غمگین از ازدواج اجباری با دوک؛ او با ترس و لرز به دوک سلام می‌کند و آماده ی انجام مراسم عقد می‌شود. درست در لحظه ایی که باید عقد نامه امضا شود، به یکباره تونیو و سربازان به داخل اتاق سرازیر می‌شوند (Chorus/Aria: Au secours de notre fille) و اعلام می‌کنند که ماری مسئول پذیرایی از آنان بوده‌است. با شنیدن این حرف، مهمان‌ها متعجب می‌شوند و ماری را در شأن دوک نمی‌دانند. آن‌ها این ازدواج را وصلتی ناجور و ناهمگون می‌نامند. دوشس جشن را ترک می‌کند. ماری هم با جرات و جسارت اعلام می‌کند که عشق، احترام و ایثار بی دریغی که در دوران کودکی و نوجوانی از سربازان دیده، قابل مقایسه با هیچ مقام و ثروتی در دنیا نیست. او می‌گوید که تا آخر عمر مدیون مهر و محبت سربازان است و هر کاری برایشان انجام داده کم است (Aria, Marie: Quand le destin, au milieu de la guerre).
سخنان تأثیرگذار ماری همهٔ مهمانان و حتی مارکیز را تحت تأثیر قرار می‌دهد و مارکیز به دخترش اجازه می‌دهد که با مرد دلخواهش ازدواج کند. این تصمیم همه را خوش حال و راضی می‌کند و با آوازی شاد پیوند ماری و تونیو جشن گرفته می‌شود (Final chorus: Salut a la France!).